# Буковіна-Оседле
Буковіна-Оседле (пол. Bukowina-Osiedle) — село в Польщі, у гміні Раба-Вижна Новотарзького повіту Малопольського воєводства.
Населення — 226 осіб (2011).
У 1975-1998 роках село належало до Новосондецького воєводства.

## Демографія
Демографічна структура станом на 31 березня 2011 року:
|          | Загалом | Допрацездатний вік | Працездатний вік | Постпрацездатний вік |
| -------- | ------- | ------------------ | ---------------- | -------------------- |
| Чоловіки | 112     | 23                 | 72               | 17                   |
| Жінки    | 114     | 30                 | 57               | 27                   |
| Разом    | 226     | 53                 | 129              | 44                   |